# 폭스바겐 비틀
폭스바겐 비틀(영어: Volkswagen Beetle, 독일어: Volkswagen Käfer 폴크스바겐 케퍼[*])은 둥그스름한 생김새, 딱정벌레 같은 모습 때문에 일명 딱정벌레차 또는 버그라고 불리는 폭스바겐의 차량이자 대표 모델이다.

## 1세대

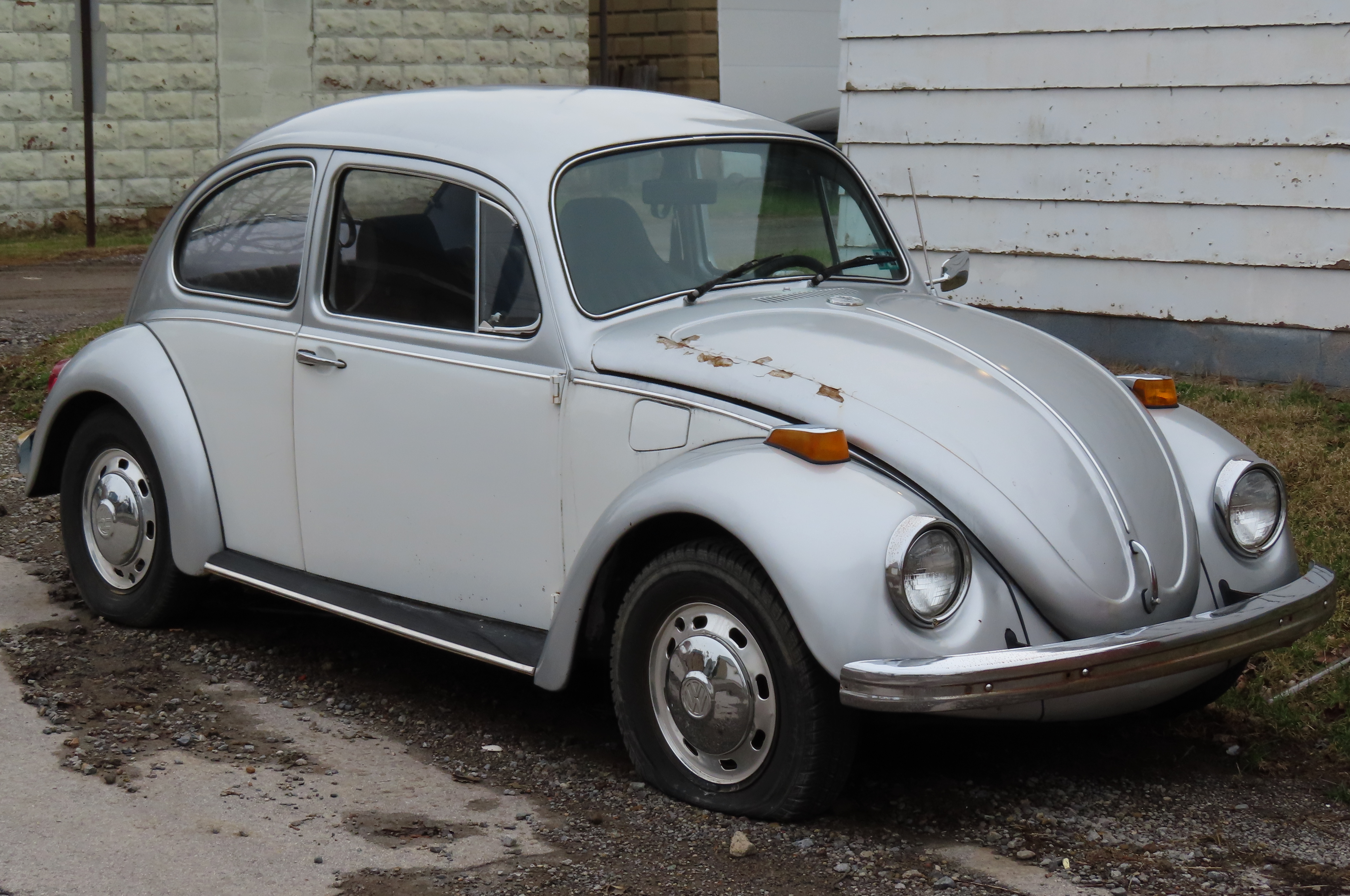
폭스바겐 비틀 정측면

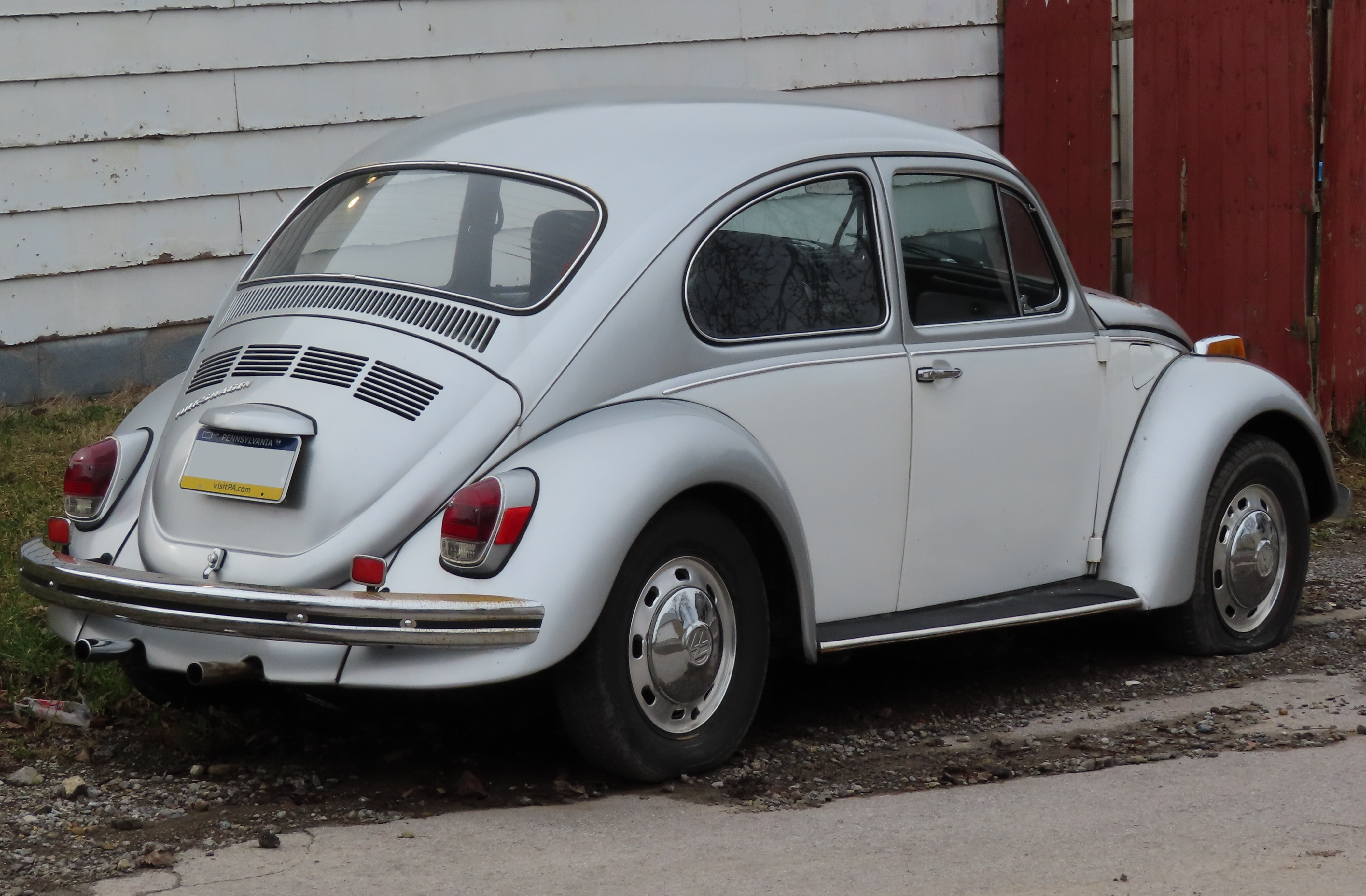
폭스바겐 비틀 후측면

초대 비틀은 1938년부터 2003년까지 생산되었으며, 제2차 세계 대전 당시에는 군용으로 생산되었다. 히틀러로부터 독일 국민차의 생산 의뢰를 받아 포르셰 박사가 설계한 승용차이다. 따라서 폭스바겐 비틀은 폭스바겐 AG와 포르쉐 가문 및 포르쉐 회사를 이어 준 모델이기도 하며, 비틀의 플랫폼으로 2차대전 종전 후에 포르쉐에서 356이라는 스포츠카를 만들기도 했다. 총 2,100만대가 제작되어, 지구상에서 가장 많이 팔린 차 3위에 속할 정도로 인기가 많았다. 비틀의 원래 모델명은 폭스바겐 타입 1이었으나, 1967년 8월 폭스바겐이 미국 시장에 진입할 때 마케팅을 위해 비틀이라는 이름을 사용하면서 공식 모델명이 되었다. 초대 비틀은 후륜구동 방식(RR-Layout)을 적용했으며, 수평대향식 엔진이 뒤에 있었다. 1978년에 독일에서 생산이 중단되었으나 유럽 판매는 1985년까지 이어졌고, 2003년에 멕시코 푸에블라 공장에서 마지막 차량이 빠져나오면서 단종되었다.

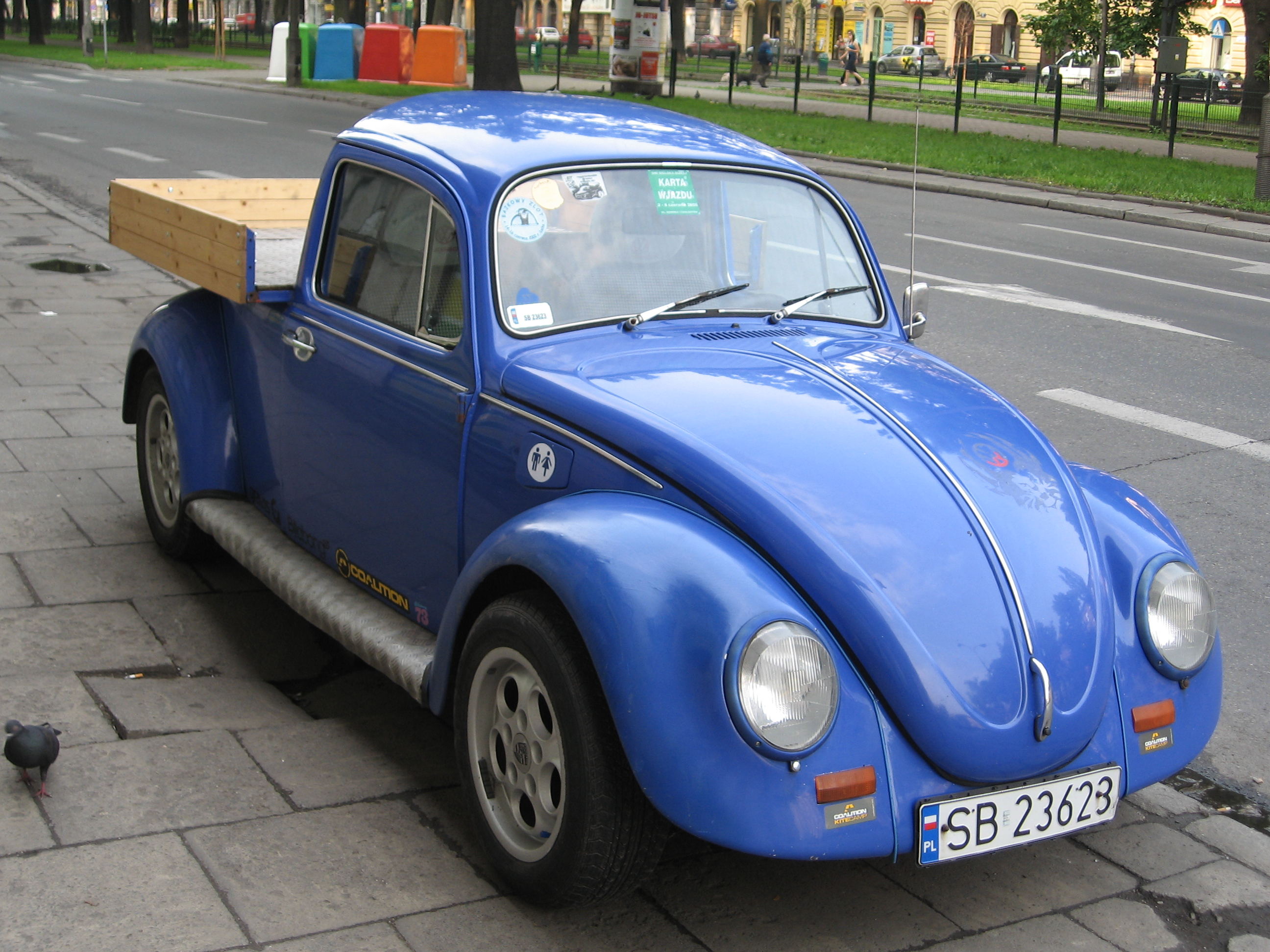
폭스바겐 비틀 픽업 정측면
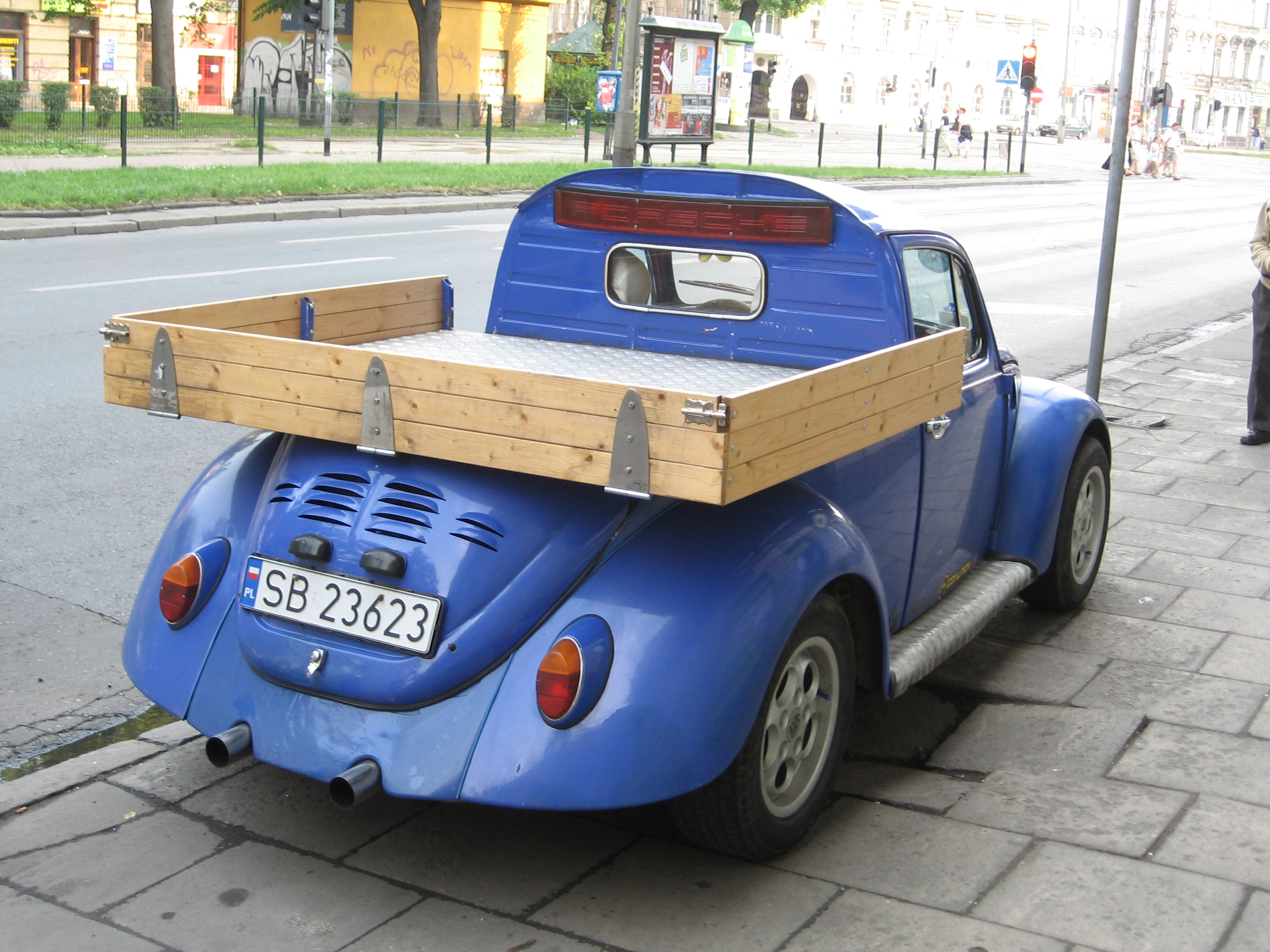
폭스바겐 비틀 픽업 후측면

## 3세대

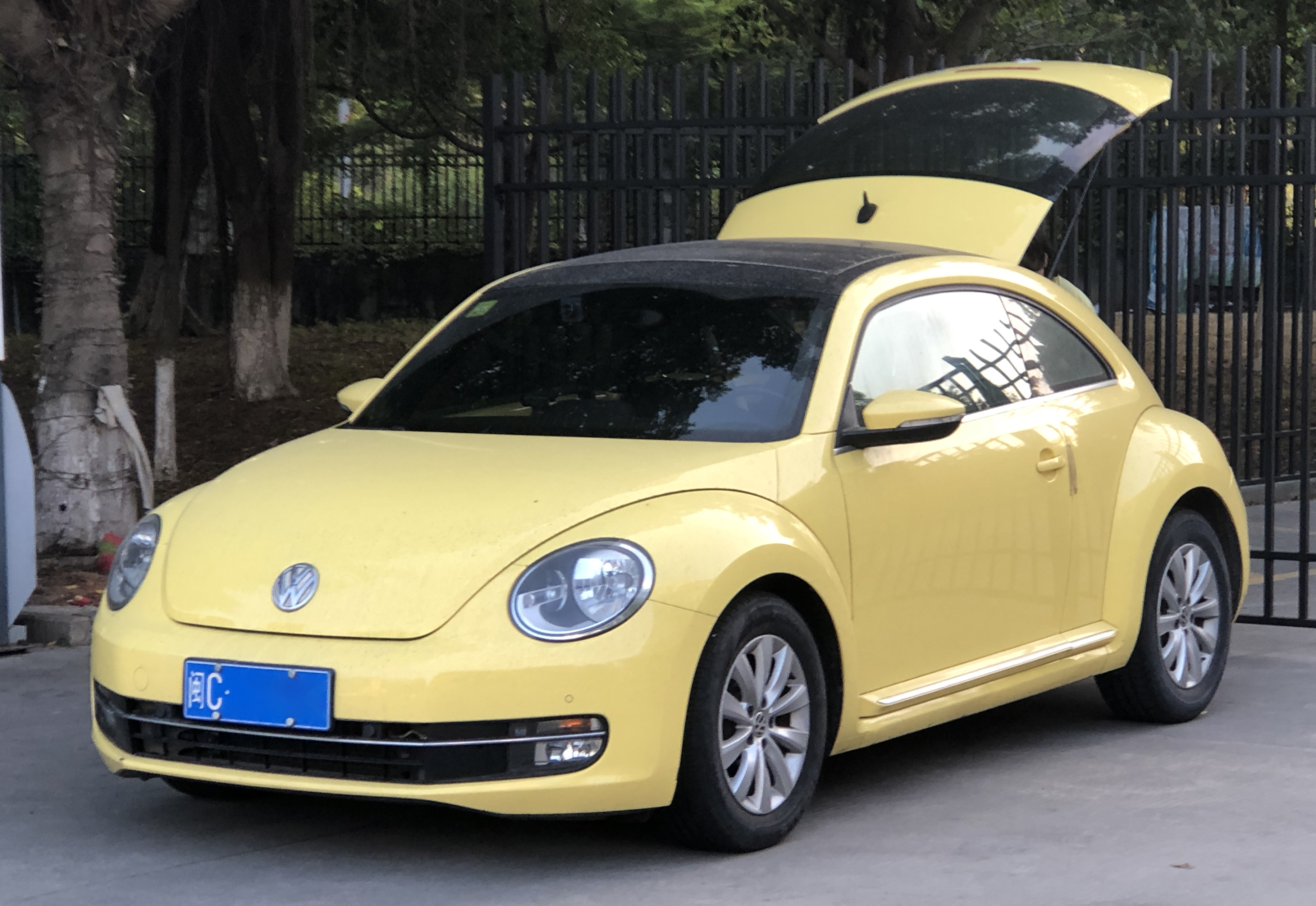
폭스바겐 더 비틀 정측면

2011년에 출시되었고, 뉴 비틀이 여성적이라면 더 비틀은 남성적인 스타일이 특징이다. 2013년에는 컨버터블이 출시되었다. 하지만 판매 부진으로 2019년에 단종되었다.

## 트리비아
- 포드 모델 T, 미니, 그리고 시트로엥 DS에 이어 세기의 자동차(COTC) 4위에 선정되기도 했다.
- 영화 허비 첫 시동을 걸다에 나오는 자동차 허비의 모델이기도 하다.
- 하나로텔레콤 광고에서 비틀과 뉴비틀이 등장했다. 출연한 모델은 변정수로, 비틀에서 뉴비틀로 바꿔 탑승하자 비틀 구형 모델은 공에 맞는다.

## 후속 모델
- 폭스바겐 뉴 비틀: 초대 비틀의 디자인을 이어받았고, 수 차례의 페이스리프트를 거쳤다. 골프의 플랫폼을 공용하는 관계로 엔진이 앞쪽으로 이동하면서 전륜구동(FF-Layout)으로 변경되었다.
- 폭스바겐 골프

## 같이 보기
- 폭스바겐 뉴 비틀
- 폭스바겐 트랜스포터